# Hypatia (pierre)
Pour les articles homonymes, voir Hypatie (homonymie).
Hypatia est une petite pierre (une trentaine de grammes) dont on pense qu'elle est le premier spécimen connu d'un noyau cométaire,.

## Découverte
Hypatia a été découverte en décembre 1996, par Aly A. Barakat à 25° 20′ N, 25° 30′ E, dans la même région où on trouve le verre libyque.

## Nom
La roche a été nommée d'après Hypatie d'Alexandrie (c. 350-370 AD - 415 AD), la philosophe, astronome et mathématicienne grecque.

## Analyse
Des tests effectués en Afrique du Sud montrent que Hypatia contient de microscopiques diamants et qu'il est d'origine extraterrestre. Les chercheurs pensent qu'elle est la partie du corps dont l'impact a causé la création du verre libyque. Elle est probablement tombée sur Terre il y a environ 28 millions d'années. Elle a une composition chimique très inhabituelle, certaines parties pourraient être plus anciennes que le système solaire.